# Iván Fesin
Iván Ivánovich Fesin (en ruso: Ива́н Ива́нович Фе́син; Muravlev, Imperio ruso, 24 de junio de 1904 – Moscú, Unión Soviética, 24 de diciembre de 1991) fue un oficial militar (mayor general) soviético que recibió dos veces el título de Héroe de la Unión Soviética en 1943; estuvo al mando de la 13.ª Brigada de Fusileros Motorizados y de la 236.ª División de Fusileros durante la Segunda Guerra Mundial. Después de la guerra se dedicó al trabajo académico, enseñando en academias militares y editando partes de la Gran Enciclopedia Soviética.

## Biografía

### Infancia y juventud
Iván Fesin nació el 24 de junio de 1904, en el seno una familia de campesinos rusos, en la granja Muravlev del distrito de Donetsk en el óblast del Voisko del Don (actualmente en el óblast de Rostov en Rusia). Después de completar sus estudio en la escuela parroquial en 1915, asistió dos años más a una escuela superior en el pueblo de Ust-Belokalitvenskaya en el óblast de Rostov antes de comenzar a trabajar en la agricultura en 1917. En 1923 comenzó a trabajar en una mina en Lugansk, donde permaneció hasta ingresar en el Ejército Rojo en septiembre de 1926.
Hasta 1927, fue soldado de infantería regular en el 22.º Regimiento de Fusileros del Distrito Militar del Cáucaso Norte. Después de graduarse en la Escuela de Infantería de Vladikavkaz en 1930, se convirtió en comandante de pelotón del 5.º Regimiento de Fusileros de la OGPU (estacionada en la ciudad de Rostov del Don) y luego, en 1932, en comandante del batallón de ametralladoras y jefe de la escuela del regimiento del 81.º Regimiento de Caballería de la OGPU (situada en la ciudad de Piatigorsk). Entre 1934 y 1938 trabajó como jefe de la escuela del regimiento del 162.º Regimiento de Fusileros de la NKVD en Grozni, y luego, entre noviembre de 1937 y agosto de 1940, estuvo al mando de un batallón del 1.er Regimiento de Fusileros de la NKVD. Posteriormente trabajó brevemente como profesor en el Departamento de Táctica General y Topografía antes de comandar un batallón en una escuela militar del NKVD de mayo a julio de 1941.

### Segunda Guerra Mundial
Poco después del inicio de la invasión alemana de la Unión Soviética, en julio de 1941, Fesin fue enviado al frente de combate como jefe del departamento de inteligencia del cuartel general de la 259.º División de Fusileros. Ascendido a comandante del 939.º Regimiento de Fusileros en agosto, dirigió la unidad en una serie de batallas defensivas del Frente Noroeste; fue herido en combate en noviembre de 1941 y trasladado a Gorki para recibir tratamiento médico. Después de recuperarse permaneció algún tiempo alejado del frente, asistió a la Academia Militar de Estado Mayor hasta graduarse en mayo de 1942. Al regresar al combate en agosto estuvo al mando de la 13.º Brigada de Fusileros Motorizados. Bajo su mando, la unidad participó en la expulsión de las tropas del eje de las áreas de Járkov y Vorónezh. A pesar de sufrir una herida en la pierna el 17 de enero de 1943, permaneció en combate, pero una nueva herida esta vez en el brazo el 14 de febrero de 1943 le obligó a permanecer hospitalizado hasta abril. A principios de marzo, había recibido su primera Estrella de Oro de Héroe de la Unión Soviética.
En junio de 1943, Fesin recibió el mando de la 236.ª División de Fusileros; solo unos meses después, la unidad cruzó el Dniéper en la noche del 26 de septiembre, estableciendo una cabeza de puente cerca del pueblo de Soshinovka (en el óblast de Dnipropetrovsk en Ucrania). Durante tres días las tropas bajo su mando mantuvieron la cabeza de puente hasta que fueron relevados. Después del exitoso cruce del río, el 1 de noviembre se le otorgó nuevamente el título de Héroe de la Unión Soviética. Sin embargo, no permaneció mucho tiempo al mando de la división, ya que en junio de 1944 se vio obligado a abandonar el frente debido a problemas de salud y estuvo ingresado en un sanatorio en la ciudad de Kislovodsk hasta agosto de 1944.

### Posguerra
Desde agosto de 1944 hasta abril de 1948, dirigió la Escuela de Infantería de Moscú. En 1949, después de graduarse en la Academia Militar del Estado Mayor de las Fuerzas Armadas de la Unión Soviética, se convirtió en profesor titular del Departamento de Tácticas de Formaciones Superiores de la Academia Militar del Estado Mayor y luego, en 1965, obtuvo la titulación de Candidato de Ciencias Militares (equivalente a un doctorado).
En 1965 se retiró del servicio activo. Después de retirarse del ejército estableció su residencia en Moscú, donde trabajó como jefe del departamento de vivienda y, posteriormente, desde 1971, como jefe de un departamento del Consejo Regional de Moscú de la Sociedad de Rescate Acuático (OSVOD), entre 1972 y 1978 fue presidente de la OSVOD en el ayuntamiento de Moscú. Murió 23 de diciembre de 1991 y fue enterrado en el cementerio Troyekúrovskoye.

## Condecoraciones
- Héroe de la Unión Soviética, dos veces (1 de marzo de 1943 y 1 de noviembre de 1943)
- Orden de Lenin, dos veces (1 de marzo de 1943 y 1951)
- Orden de la Bandera Roja, dos veces (5 de noviembre de 1946 y 30 de diciembre de 1956)
- Orden de Suvórov de 2.do grado (19 de marzo de 1944)
- Orden de la Guerra Patria de 1.er grado (11 de marzo de 1985)
- Orden de la Estrella Roja, dos veces (30 de enero de 1943 y 3 de noviembre de 1944)
- Medalla del 20.º Aniversario del Ejército Rojo de Obreros y Campesinos
- Medalla Conmemorativa por el Centenario del Natalicio de Lenin
- Medalla por el Rescate de Personas Ahogadas
- Medalla por la Victoria sobre Alemania en la Gran Guerra Patria 1941-1945
- Medalla Conmemorativa del 20.º Aniversario de la Victoria en la Gran Guerra Patria de 1941-1945
- Medalla Conmemorativa del 30.º Aniversario de la Victoria en la Gran Guerra Patria de 1941-1945
- Medalla Conmemorativa del 40.º Aniversario de la Victoria en la Gran Guerra Patria de 1941-1945
- Medalla al Trabajador Veterano
- Medalla de Veterano de las Fuerzas Armadas de la URSS
- Medalla del 30.º Aniversario de las Fuerzas Armadas de la URSS
- Medalla del 40.º Aniversario de las Fuerzas Armadas de la URSS
- Medalla del 50.º Aniversario de las Fuerzas Armadas de la URSS
- Medalla del 60.º Aniversario de las Fuerzas Armadas de la URSS
- Medalla del 70.º Aniversario de las Fuerzas Armadas de la URSS
- Medalla Conmemorativa del 800.º Aniversario de Moscú